# Domingo Pérez (Toledo)
Domingo Pérez es un municipio y localidad española de la provincia de Toledo, en la comunidad autónoma de Castilla-La Mancha.

## Toponimia
El antropónimo Domingo Pérez procedería de uno de sus primitivos pobladores o dueños, con probabilidad de aquel que la fundara. Sin embargo, no resulta sencillo determinar quién fue exactamente Domingo Pérez. En la muy completa información del municipio realizada en la segunda mitad del siglo XVI nada se dice al respecto. En un documento se indica que un gallego, jefe de los hortelanos establecidos aquí, dio nombre a la alquería. Otra teoría, más extendida, fecha la fundación del pueblo en el siglo XII e indica que el topónimo lo tomó de su antiguo propietario Domingo Pérez que, al parecer, fue un hombre rico, mozárabe o repoblador castellano, que se asentó en estas tierras.
En los documentos mozárabes toledanos, de los siglos XII y XIII, aparece el nombre de Domingo Petrez o Pérez, en cuarenta y dos ocasiones y luego otros de igual nombre como el abad, el alcalde, el arriero, el curtidor, el paltero, al arcipreste, etc., por lo que pudiera ser un mozárabe el repoblador que dio su nombre a esta alquería.
El antropónimo Domingo se deriva de dominicvs, que significa perteneciente al Señor, que es un adjetivo latino de dominus, nombre común que se convierte en propio. Pérez se deriva del nombre propio Pedro.

## Geografía
El municipio se encuentra situado en un valle llano a excepción de la parte este donde le domina una pequeña altura. Pertenece a la comarca de Torrijos y linda con los términos municipales de Otero al norte, Santa Olalla al este, Erustes y Cebolla al sur, e Illán de Vacas al oeste.

## Historia
El entorno de nuestro pueblo fue frecuentado por tribus nómadas cazadores y recolectores del Paleolítico, hecho que queda demostrado por las herramientas líticas encontradas en las cercanías del pueblo, de manera casual por algún agricultor.
El pueblo se crea tras la reconquista, que en estas tierras aconteció en 1083, de la mano del rey Alfonso VI. En principio debió ser una alquería, una finca agrícola, con un pequeño núcleo habitado por labradores. Desde su fundación estuvo ligado al Señorío de la Tierra de Santa Olalla, del que también formaban parte Alcabón, Carmena, Carriches, Erustes, La Mata, Mesegar y Otero, además de una treintena de aldeas hoy desaparecidas, algunas de ellas en el actual término municipal de Domingo Pérez o cercanas a él, como Coca o Villamuniz.
En 1205, Alfonso VIII de Castilla da el señorío a don Pedro Fernández de Castro. Posteriormente pasaría a ser señor de estas tierras, por concesión de Pedro I el Cruel, Martín Fernández señor también de la villa de Orgaz. Desde 1529 sus herederos recibirían el título de Condes de Orgaz, concedido por el emperador Carlos V. En el siglo XV, según los documentos recogidos por la historiadora Pilar León Tello, antes de la expulsión de los judíos, dos tercios de las viñas de Domingo Pérez eran propiedad de hebreos.
Aparece mencionado como un pueblo eminentemente agrícola y ganadero en las relaciones histórico-geográficas de Felipe II, redacción realizada en Domingo Pérez el 8 de febrero de 1576. También aparece en el libro de viajes de Fernando Colón, hijo del almirante Cristóbal Colón, que pasó por nuestro pueblo en 1517, y describió las bondades de estas tierras, como parte del proyecto con el que pretendía recorrer toda España, y que duraría seis años y quedó incompleto.
Los siglos XVI y XVII fueron de enorme progreso para la población. Se construyen la iglesia de la Asunción y la ermita del Prado en 1636 y más tarde el 8 de abril de 1669 se convierte en Villa por Real Cédula. También sufrió reveses como años de malas cosechas y las epidemias de peste bubónica originadas por la cercanía del arroyo y sus aguas estancadas.
Tras la Guerra de la Independencia, y con la aplicación de los principios liberales emanados de la Constitución de 1812, “la Pepa”, desaparece el Señorío de Santa Olalla, y Domingo Pérez pasa a formar parte del Partido Judicial de Escalona. Se produjeron también las famosas desamortizaciones de Mendizábal y Pascual Madoz, que afectaron la primera a los bienes eclesiásticos y la segunda a los municipales. En Domingo Pérez se creó una nueva clase social, familias adineradas que compraron terrenos del término en pública subasta. Lo cierto es que no se consiguió lo que se pretendía y los labradores domingoperanos siguieron sin tener tierras propias.

## Demografía
Cuenta con una población de 395 habitantes (INE 2024).
| Gráfica de evolución demográfica de Domingo Pérez entre 1842 y 2021                                                   |
| |
| Población de derecho según los censos de población del INE. Población de hecho según los censos de población del INE. |

La progresiva mecanización agrícola desde mediados del siglo XX, provocó la emigración, fundamentalmente a Madrid. Esto provocó una disminución drástica de la población que hizo peligrar la continuidad del pueblo. Sin embargo, con el tiempo, parte de la población que emigró ha regresado o mantiene una segunda residencia en el pueblo, lo que ha estabilizado la tasa de población.
| 503                       | 509 | 494 | 479 | 473 | 475 | 471 | 488 | 493 | 498 |
| (Fuente: INE [Consultar]) |     |     |     |     |     |     |     |     |     |

NOTA: La cifra de 1996 está referida a 1 de mayo y el resto a 1 de enero.

## Economía
La agricultura, compuesta fundamentalmente por cereales, vid y olivos, ha sido desde siempre la base de su economía. A mediados del siglo XIX su industria consistía en 5 molinos de aceite, en la venta de sus granos y frutos y en la importación de telas de vestir.

## Administración
| Periodo   | Nombre                                                                                         | Partido                                          |
| --------- | ---------------------------------------------------------------------------------------------- | ------------------------------------------------ |
| 1979-1983 | Luis Aguado Jóu                                                                                | UCD                                              |
| 1983-1987 | Alberto Esteban Colino                                                                         | AP/PDP/UL                                        |
| 1987-1991 | Serafín González Valera                                                                        | PSOE                                             |
| 1991-1995 | Serafín González Valera                                                                        | PSOE                                             |
| 1995-1999 | Marceliano Díaz Sánchez-Cabezudo                                                               | PP                                               |
| 1999-2003 | Marceliano Díaz Sánchez-Cabezudo                                                               | PP                                               |
| 2003-2007 | Blas Rodríguez Gómez de las Heras                                                              | PP                                               |
| 2007-2011 | Blas Rodríguez Gómez de las Heras                                                              | PP                                               |
| 2011-2015 | Teodoro Díaz Martín                                                                            | CCD                                              |
| 2015-2019 | Teodoro Díaz Martín                                                                            | PACTO                                            |
| 2019-2023 | Gregorio Carvajal Gómez                                                                        | CONTIGO SD                                       |
| 2023-act. | Gustavo Adolfo Díaz Martín (junio 2023-abril 2024) Marcelino Esteban Verjaga (abril 2024-act.) | VOX (junio 2023-abril 2024) PP (abril 2024-act.) |

## Patrimonio

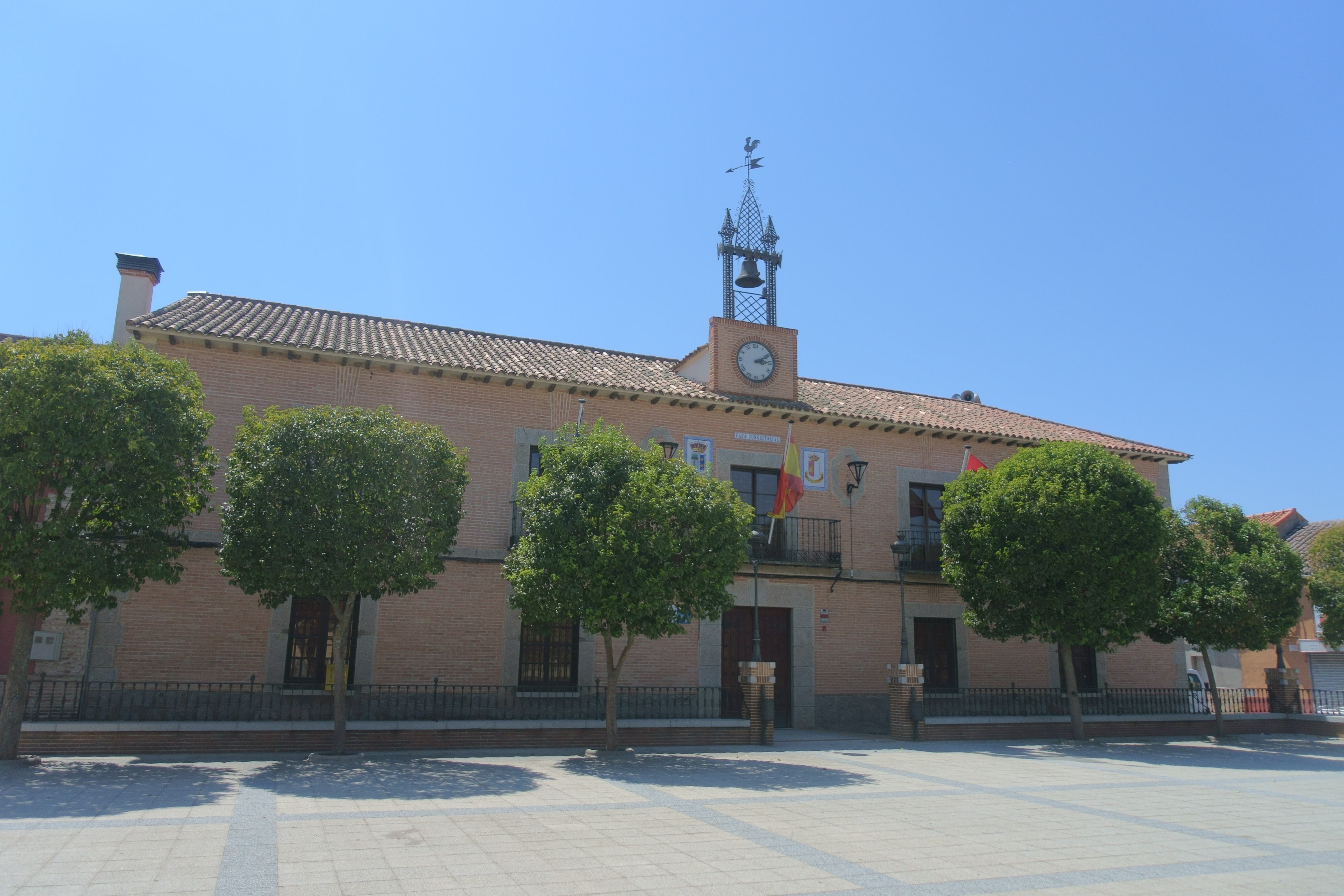
Casa consistorial

- Casa consistorial: ejemplo de arquitectura civil popular, edificio de dos plantas, con un zócalo de granito igual que las jambas y dinteles de las puertas y ventanas. En el centro de la fachada está la puerta de madera con dos ventanas a cada lado, sobre cada una de ellas balcones de forja. En el balcón central están los escudos de cerámica de la villa y de Castilla-La Mancha, y dos farolas de forja enmarcadas en piedra de granito. El tejado está rematado con un altillo para el reloj, con espadaña para la campana y una veleta de un gallo, todo ello en forja. Este reloj fue elaborado por el relojero Antonio Canseco en 1891.[5]
- Ermita de La Soledad: situada sobre un pequeño altozano y entre dos caminos. Se edificó con el dinero aportado por Don Marcelino Canales de los Ríos, oidor de La Coruña, en 1770. Posteriormente sería reconstruida por el boticario de la villa Telesforo Pérez Jaén. Es una capilla pequeña de estilo popular, de planta rectangular, de una sola nave, sin ábside y con entrada por los pies. Cubierta por artesonado de par y nudillo con seis pares de tirantes y otro en cada esquina. El retablo barroco fue trasladado de la ermita de la Virgen del Prado. Sobre el hueco de la imagen hay un crucificado y a los lados cuatro lienzos, las paredes están totalmente repletas de adornos, pero sobre todo cabe destacar un par de lienzos de santos de gran calidad. La imagen de la Virgen de La Soledad es de armazón vestido. Fue restaurada en 2003.

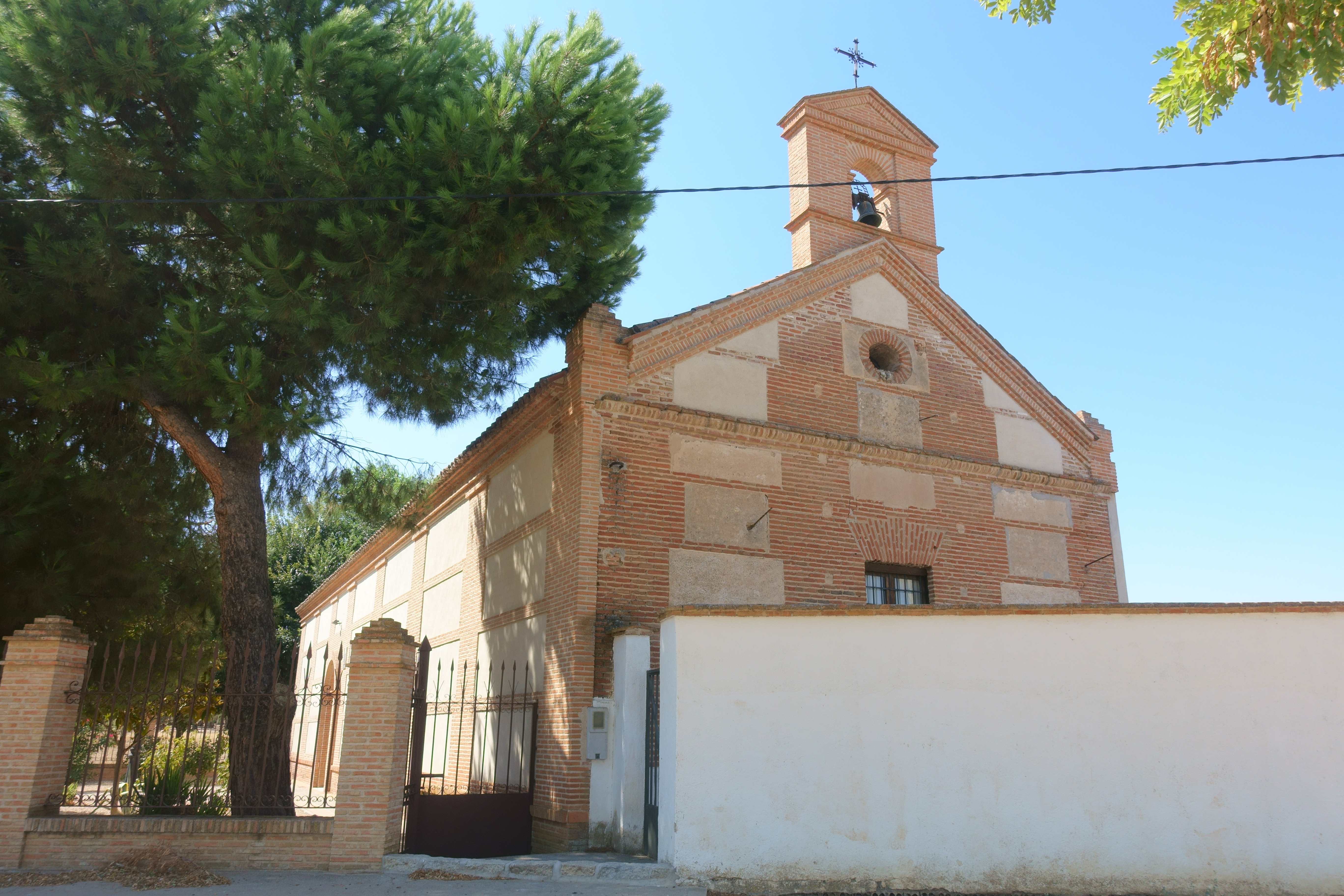
Ermita de Nuestra Señora del Prado

- Ermita de la Virgen del Prado: situada en una zona de antiguos prados entre los caminos de Santa Olalla y el viejo de Otero. Sobre un humilladero o monumento religioso que se colocaba a la entrada de los pueblos, se iniciaron las obras de la ermita en 1636, finalizándose en 1640. El 7 de octubre de 1646 se da la primera misa. Es de planta rectangular, de una sola nave y con entradas por los laterales. La nave está cubierta por artesonado de par y nudillo, con diez tirantes transversales y uno en cada esquina. La sacristía tiene una cúpula decorada en sus pechinas con cuatro escenas de la vida de la Virgen. El retablo donde se guarda la imagen es de Juan Fernández (hijo) arquitecto de Cebolla. La imagen es de principios del XVI, anterior a la construcción de la ermita. También están las imágenes de San Isidro labrador, Santa Gema y San Luis Gonzaga. Queda destacar la espadaña de la campana y las cerámicas de Talavera que hay en la puerta, en las que aparecen las fechas de la construcción de la ermita. Fue magníficamente restaurada en 1996.

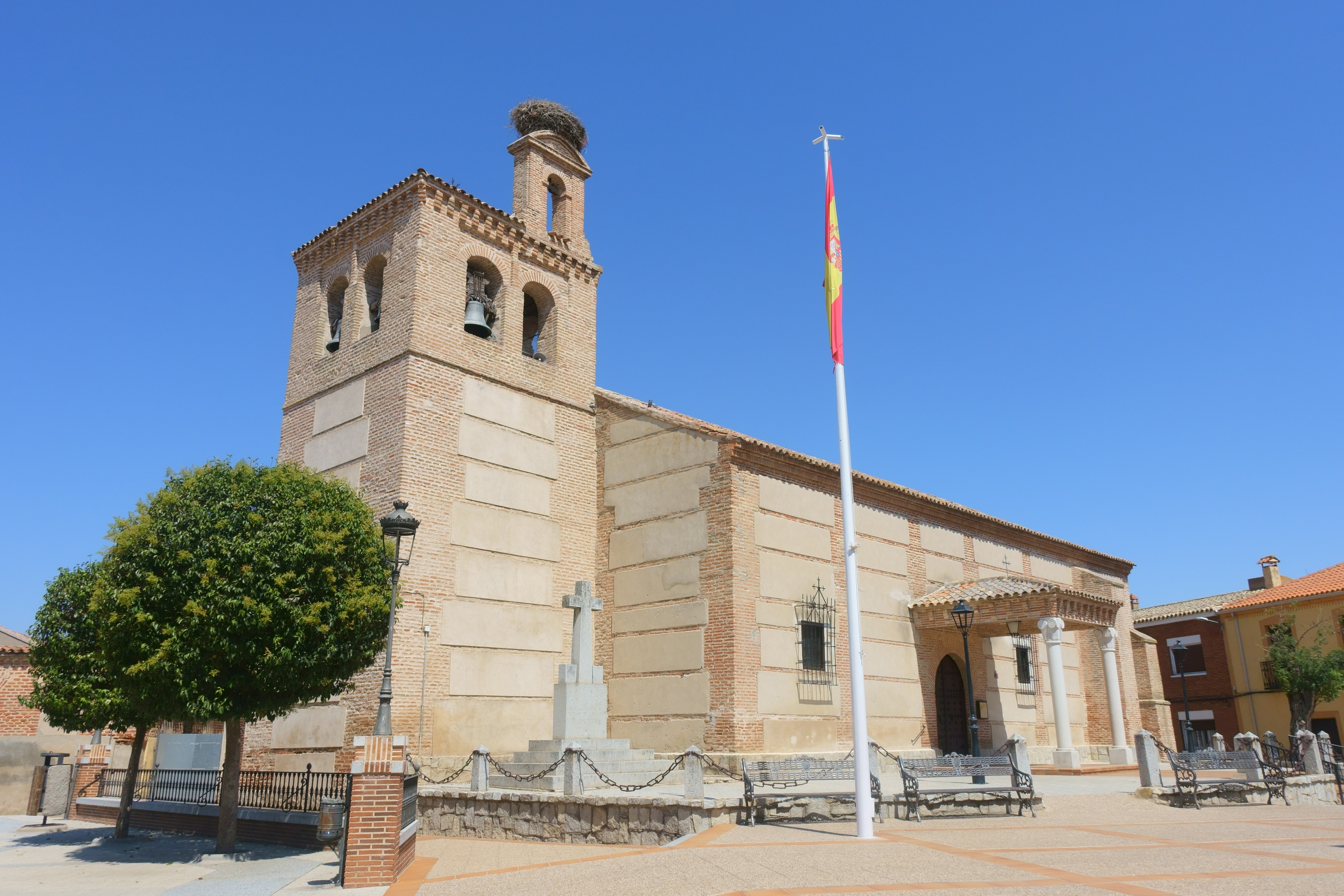
Iglesia de la Inmaculada Concepción

- Iglesia parroquial de la Purísima Concepción: es de un estilo muy particular, que podríamos denominar "mudéjar rural". Es de tres naves, sin crucero, con ábside poligonal de tres lados en el altar mayor y con tres tramos en su longitud; las columnas son de granito con capiteles jónicos y arcos de ladrillo. El exterior tiene un aspecto sobrio y robusto, el campanario no es muy alto tiene dos arcos en cada lateral y una espadaña sobre la que anida una pareja de cigüeñas. En el interior los elementos más valiosos son la orfebrería, la imaginería, el órgano, el artesonado mudéjar, la antiquísima pila bautismal de piedra, la cerámica de Talavera del altar mayor, los retablos y concretamente el singular retablo barroco del altar mayor. Aparte de este, los retablos están dedicados a la Virgen del Rosario, Cristo Nazareno, Virgen del Carmen, Cristo resucitado, Santo Sepulcro y la Verónica y San Blas, Santa Ana y San Sebastián. Hay otros tres retablos en la capilla de San Antonio de Padua que está decorada también con una cúpula con florones de escayola. De los lienzos el más destacado es la Inmaculada Concepción. Sorprende la buena conservación y restauración de las piezas.
- Plaza de España: posee algunos de los más bellos edificios de Domingo Pérez, el ayuntamiento, la iglesia y el antiguo pósito de trigo, entre otros. Es el centro de la vida social del pueblo, está decorada con forja y cerámica.
- Plaza del Caño: situada junto a la carretera que cruza la villa, de forma irregular. Constituye un recinto en el que antiguamente había un caño con pilón para que bebieran los animales y poder coger agua para el consumo doméstico. El pilón fue sustituido por una fuente de piedra con cuatro caños. Fue restaurada en 2003.
- Rollo de justicia: de construcción sencilla, está compuesto por un basamento sobre el que se apoya una columna alta y delgada, de fuste liso, que termina en una moldura. Todo es de piedra de granito. Simboliza la condición de Domingo Pérez como villa con jurisdicción propia, por lo tanto la obra debe ser de 1669, año en que obtiene este título. Hasta la década de 1990 estaba en el centro de la plaza y servía además de farola. Durante las fiestas se montaba a su alrededor una plataforma donde se colocaba la orquesta. Actualmente se encuentra en frente de la fachada de la iglesia.

## Fiestas
- San Isidro Labrador (15 de mayo).
- Virgen del Prado (8 de septiembre): Fiestas mayores en honor a Nuestra Señora del Prado, se inician el día 7 de septiembre, con el traslado de Nuestra Señora del Prado desde la ermita hasta la Iglesia de la Purísima Concepción, donde pasa todas las fiestas que se celebran en su honor. Pregón, procesiones, desfiles de carrozas, concurso de disfraces, pasacalles, verbenas y orquestas, espectáculos pirotécnicos y toro de fuego.